# Johann Jacob Rieter
Johann Jacob Rieter (* 2. August 1762 in Winterthur, heimatberechtigt ebenda; † 16. April 1826 ebenda) war ein Schweizer Unternehmer und Grossrat des Kantons Zürich.

## Leben und Werk
Johann Jacob Rieter war der Sohn des Goldschmieds Hans Heinrich Rieter und der Regula geborene Rieter. Er heiratete 1787 Cleophea Frey.
Rieter absolvierte in seiner Heimatstadt eine Ausbildung zum Kaufmann. Nach der Eröffnung eines Kolonialwarengeschäfts 1790 gründete er fünf Jahre später die Firma J. J. Rieter & Cie. und stieg in den Baumwoll- und Garnhandel ein. In der Zeit der napoleonischen Kontinentalsperre gründete Rieter 1812 die Spinnerei Wildbach in Winterthur, die bald nach der Aufhebung der Sperre aufgelöst werden musste. Er beteiligte sich unter anderem in St. Georgen bei St. Gallen an weiteren Spinnereien.
Rieter sass ab 1813 im Stadtrat von Winterthur und ab 1814 im Grossen Rat des Kantons Zürich. Die Mandate endeten mit seinem Ableben.

## Belege
1. 1 2 3  Martin Lassner: Johann Jacob Rieter. In: Historisches Lexikon der Schweiz.  4. Januar 2012.

| Personendaten    | Personendaten                      |
| ---------------- | ---------------------------------- |
| NAME             | Rieter, Johann Jacob               |
| KURZBESCHREIBUNG | Schweizer Unternehmer und Grossrat |
| GEBURTSDATUM     | 2. August 1762                     |
| GEBURTSORT       | Winterthur, Schweiz                |
| STERBEDATUM      | 16. April 1826                     |
| STERBEORT        | Winterthur, Schweiz                |